# Peter Öberg (skådespelare)
För andra betydelser, se Peter Öberg.
Peter Öberg, Peter Rune Gustav Öberg, född 31 augusti 1977 i Stockholm, svensk skådespelare
Öberg studerade vid Teaterhögskolan i Malmö 1999–2003. 
Han har därefter medverkat i flera teateruppsättningar och musikaler bl.a. 2004-2005 som Teenangel i musikalen Grease på Göta Lejon i Stockholm.

## Teater
| År   | Roll           | Produktion                         | Regi                   | Teater                      |
| ---- | -------------- | ---------------------------------- | ---------------------- | --------------------------- |
| 1999 | Preciös Kadett | Cyrano de Bergerac Edmond Rostand  | Ronny Danielsson       | Dramaten                    |
| 2001 |                | Sugar                              |                        | Wasa Teater                 |
| 2003 |                | Den kaukasiska/skånska kritcirkel  |                        | Månteatern                  |
| 2004 |                | Gillar du porr?                    |                        | Månteatern                  |
| 2004 | Teen Angel     | Grease Jim Jacobs och Warren Casey | Bjarni Haukur Thorsson | Göta Lejon                  |
| 2006 |                | Modet att döda                     |                        | Showcase 2006               |
| 2007 |                | Grease på turné                    |                        | Nöjesteatern                |
| 2007 |                | Carmen                             |                        | Sommarscen Malmö/Teatern.nu |
| 2007 |                | Zorba                              |                        | Malmö Opera och Musikteater |
| 2007 |                | Amerikansk Fotboll                 |                        | Teater Insite               |
| 2008 |                | Drömspelet                         |                        | Teater Insite               |
| 2009 |                | Skämmerskans dotter                |                        | Månteatern                  |
| 2009 |                | Samson och Roberto                 |                        | Månteatern                  |
| 2010 |                | Porslinsnegrer                     |                        | Månteatern                  |

## Inlästa ljudböcker
- 2007 – Rånaren för Bibliotekstjänst
- 2007 – Bert+Samira=sant för Bibliotekstjänst
- 2007 – Minnet av en mördare för Höropp
- 2007 – Slutspel för Bibliotekstjänst
- 2007 – Dödarens märke för Höropp
- 2011 – ’’Fabians fantastiska fotbollsskor av Arne Norlin
- 2011 – Eldbärare av Anders Björkelid
- 2011 – De tusende av Petter Lidbeck
- 2011 – Hängd mans ö av Lena Ollmark och Mats Wänblad
- 2011 – Eldbärare av Anders Björkelid
- 2011 – Den öde graven och andra spökhistorier av Dan Höjer
- 2011 – Flickan och presidenten av Petter Lidbeck
- 2011 – De dödas källa av Lena Ollmark och Mats Wänblad
- 2011 – Kapten Svarteks grav av Lena Ollmark och Mats Wänblad
- 2011 – Charles Grandpiers äventyr: Drakblodsfröna av Henry Bronett

## Filmografi
- 1990 – Hemligheten
- 1991 – Kontrollanten
- 2006 – Allt man vill
- 2008 – Wallander – Skulden
- 2008 – Det enda rationella